# 淡路市立中田小学校
淡路市立中田小学校（あわじしりつ なかたしょうがっこう）は、兵庫県淡路市中田にある日本の公立学校である。

## 概要
旧津名町市街地の西側に位置する。1873年に静村校が創立。第一次小学校令により、中田尋常小学校となり、後の国民学校令により中田村立中田小学校となった。その後の市町村合併により津名町立中田小学校、淡路市立中田小学校と名前を変え現在に至る。

## 歴史
- 1873年 (明治6年) - 静村校創立。
- 1891年 (明治24年) - 中田尋常小学校創立。
- 1947年 (昭和22年) - 中田村立中田小学校と改称。
- 1955年4月1日 (昭和30年) - 津名町立中田小学校と改称。
- 2005年4月1日 (平成17年) - 淡路市立中田小学校と改称。

## 通学区域
- 中田、池ノ内、王子[2]

## 通学先中学校
- 淡路市立津名中学校

## アクセス
- 神戸淡路鳴門自動車道　津名一宮ICから車で2分
- 中田小学校下バス停(あわ神あわ姫バス)から徒歩3分

## 通学区域が隣接している学校
- 淡路市立津名東小学校
- 淡路市立一宮小学校
- 淡路市立多賀小学校
- 淡路市立大町小学校
- 淡路市立塩田小学校
- 淡路市立志筑小学校